# Ивановский, Борис Ипполитович
Бори́с Ипполи́тович Ивано́вский (12 января 1893, Ашхабад, Российская империя — возможно 1967, Венесуэла) — офицер Гвардии Российской империи, наиболее титулованный из российских автогонщиков первой половины XX века.

## Участие в автогонках

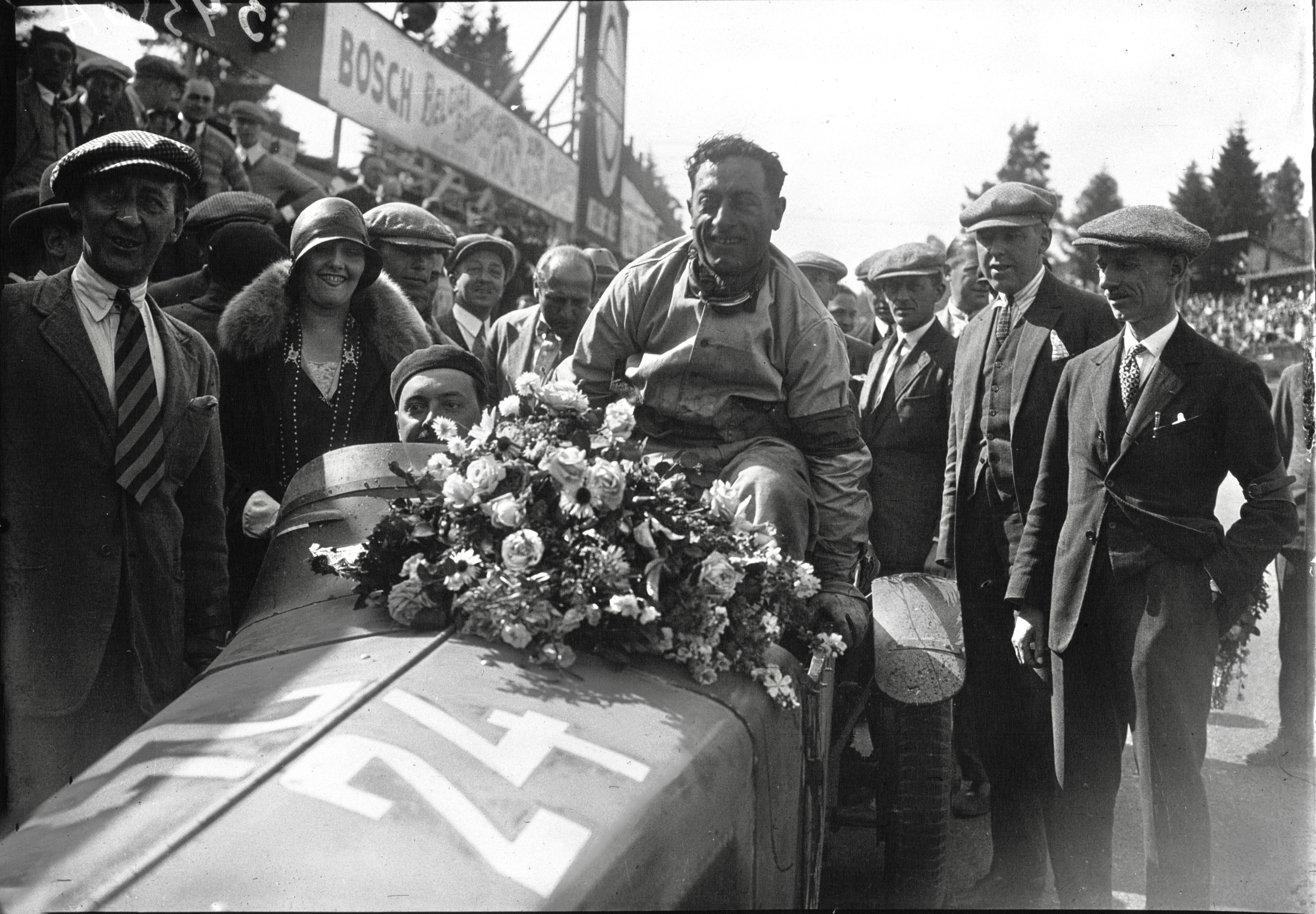
Борис Ивановский (за рулём) и Аттилио Маринони, после победы в гонке «24 часа Спа» 1928 года

После Октябрьской революции эмигрировал во Францию.
Впервые имя Бориса упоминается в 1924 году, когда он стартовал на автосоревнованиях в Париже за рулём 750-кубового Ratier. Затем последовала победа в Bol d'Or на машине E.H.P., в качестве напарника Роберта Сенешаля. Лишь с этого момента можно более или менее точно отслеживать судьбу Ивановского по его участию в авто- и мотогонках.
В следующем году он стал победителем Гран-при Пикардии, проводившемся в Пероне. Выиграл пилотируя небольшой автомобиль марки B.N.C. с двигателем компании S.C.A.P..
Затем, в 1926-м, выступая на мотоцикле Serrano в гонке Bol d’Or, сбил насмерть одного из зрителей. В это время он выходил на старт нескольких автомобильных гонок во Франции и Бельгии, но не преуспел.
В 1928—1930 годах трижды на Альфа-Ромео участвовал в 24 часах Спа, выиграв в 1928 году вместе с Аттилио Маринони и дважды заняв второе место. В 1928 году в составе команды Альфа-Ромео стартовал в гонке «6 часов Бруклендса», где занял 4 место, также за рулём Alfa Romeo 6C 1500 SS стал первым на Кубке Жоржа Булло. Кроме того, предпринимал попытку выйти на старт марафона 24 часа Ле-Мана 1928 года в паре с Маринони, но его Альфу не пропустила техкомиссия. В 1929 году занял 4 место в 24-часовой (2 заезда по 12 часов) гонке на трассе Бруклендс, и в гонке «6 часов Бруклендса». В том же году выиграл оба заезда гран-при Ирландии, занял 9 место в гонке «Турист Трофи» (тогда проводилась на трассе Ардс в Белфасте) и финишировал 29-м в ралли Монте-Карло за рулём Citroën (из 88 финишировавших).

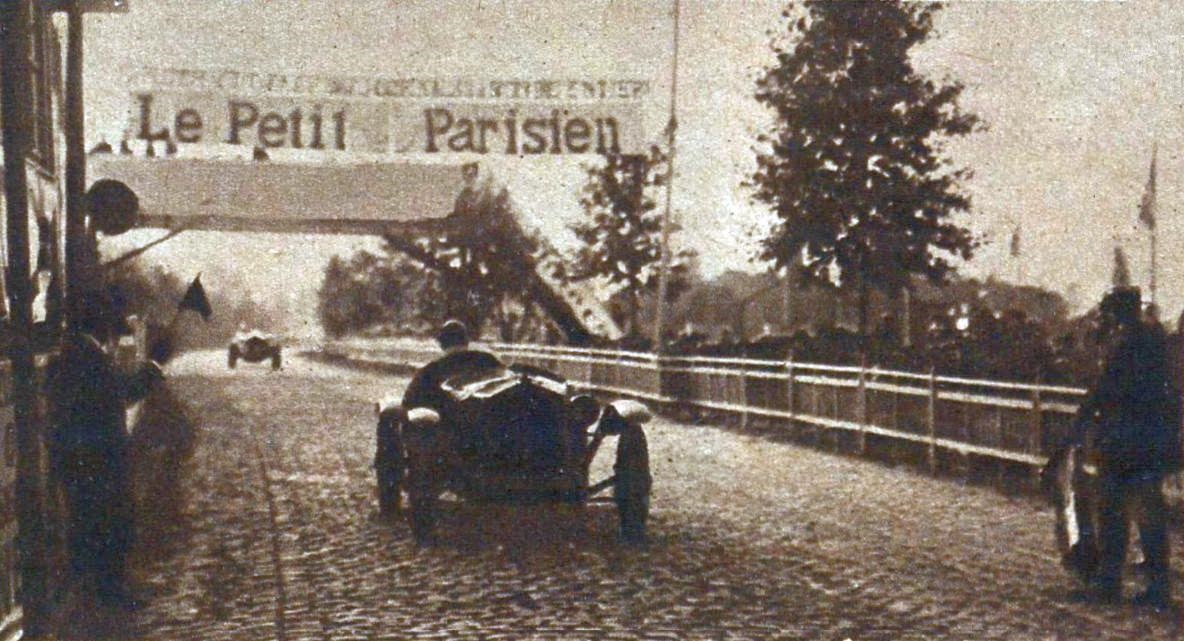
Борис Ивановский на Alfa Romeo 6C 1500 SS в гонке Routes Pavées 1928 года

В 1931 году Ивановский приобрёл у Рудольфа Караччолы его старый Mercedes-Benz SSK и на нём принял участие в нескольких турнирах. Прежде всего, он подал заявку на участие в Гран-при Монако'1931, но не смог выйти на старт, потому что опоздал к началу соревнований из-за метели, заставшей его в районе Страсбурга. Затем на этой машине участвовал с напарником Анри Стоффелем в трёхэтапном чемпионате Европы по автогонкам на их счету два пятых места — на Гран-при Италии и Гран-при Бельгии, сход на Гран-при Франции из-за механических проблем, итоговое 7 место в турнире (из 30 экипажей). Плюс Ивановский занял пятое место во внезачётном Гран-при Дьепа. В том же году в составе частной команды В. Татаринова (Valériani-Vladimir Tatarinoff) вместе со Стоффелем стал вторым в 24 часах Ле-Мана, выиграв при этом в своём классе 8.0 (свыше 5 литров), и установив лучшее время круга, равное 7 мин 03 секунды (средняя скорость 139,23 км/ч). Ивановский — единственный российский пилот, сумевший установить лучшее время круга в гонке 24 часа Ле-Мана.
Последней известной гонкой Ивановского является Ралли Монте-Карло 1932 года с напарницей Мэри Хэм (Mary Ham), где ему удалось финишировать третьим на автомобиле Ford «V8». Это лучший результат для российских пилотов в данном соревновании). С этого момента про Бориса Ивановского долгое время ничего неизвестно, кроме того, что он жил в 16-м округе Парижа.
В 1940 году Ивановский вернулся на военную службу. В начале апреля, незадолго до того, как Германия начала наступление на Францию, он прибыл в качестве добровольца в местный центр организации (штаб) мотопехоты. Позже, в июле он поступил в местное военно-прикладное училище кавалерии, однако, уже два месяца спустя был официально демобилизован. Вероятнее всего, в связи с капитуляций Франции и окончанием военной кампании.
В феврале 2015 года отреставрированная двухместная Alfa Romeo 6C 1750 Supercharged Grand Sport, шасси которой использовал в соревнованиях Ивановский, была продана на аукционе Bonhams в Париже за 1,18 млн евро ($1,36 млн).

## Спортивные результаты

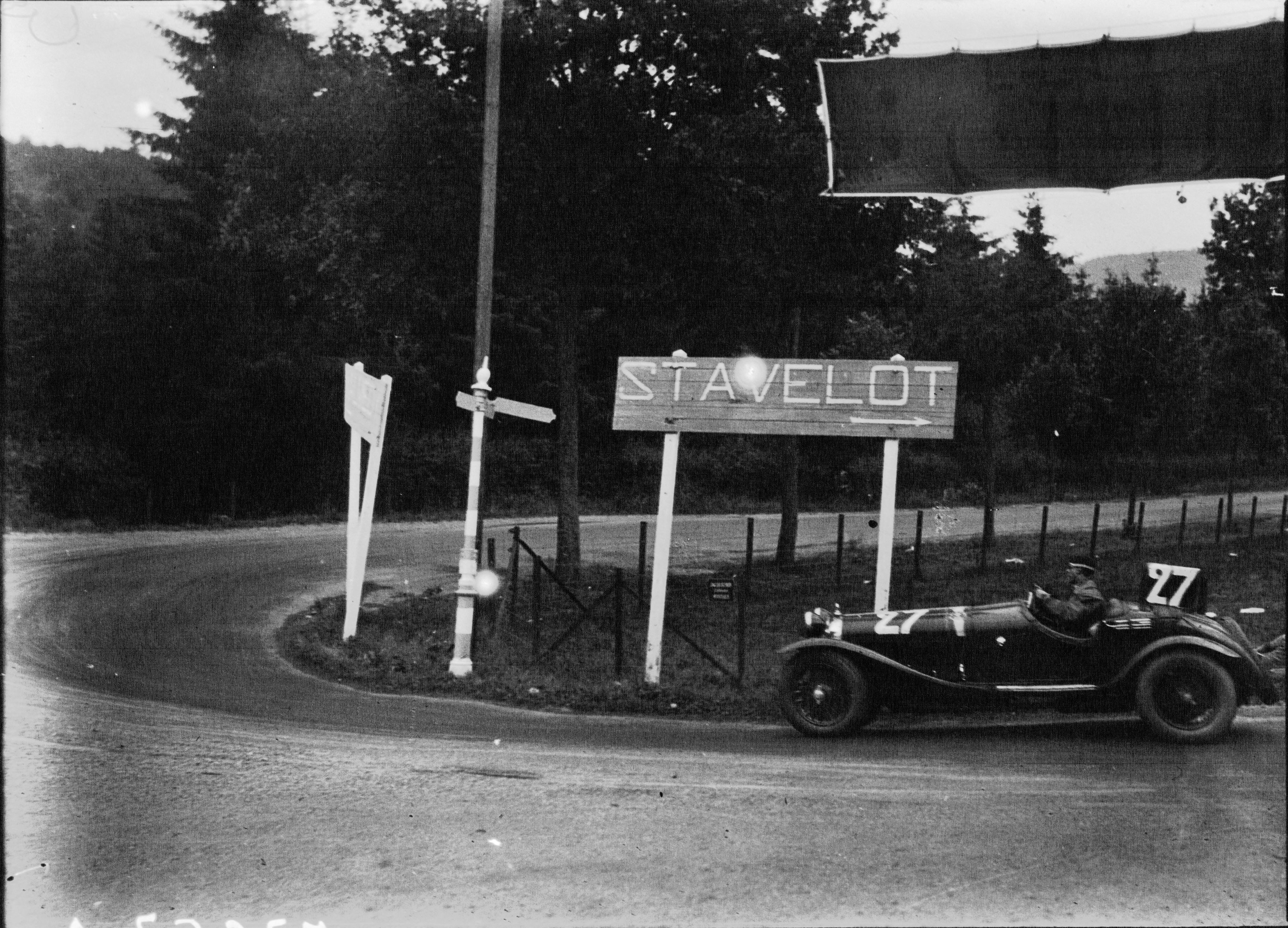
Борис Ивановский пилотирует Alfa Romeo 6C 1750 в гонке «24 часа Спа» 1930 года

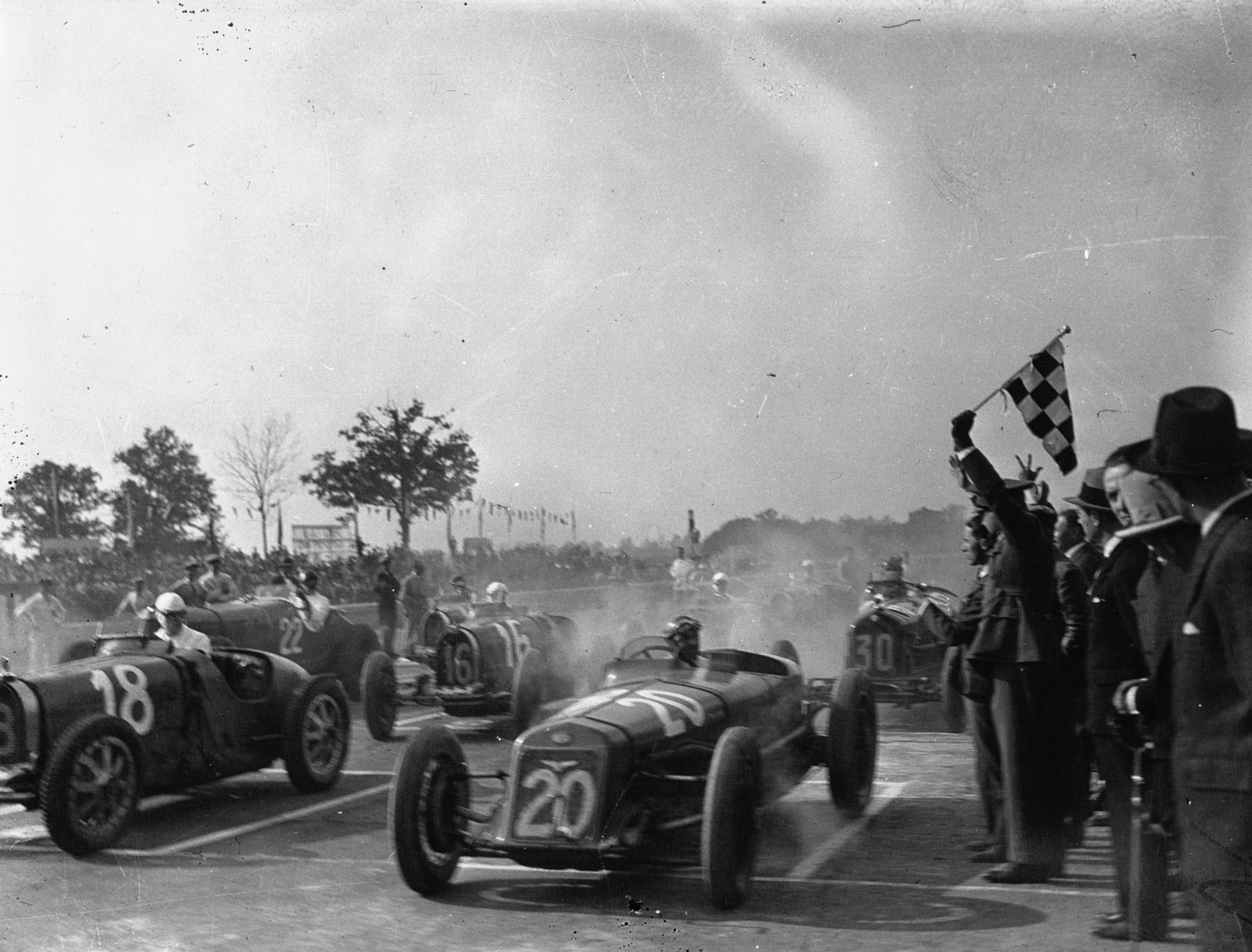
Старт Гран-при Италии 1931 года, Борис Ивановский стартует под № 22 на Mercedes-Benz SSKL

## Спортивные результаты[13]
| Дата          | Гонка                                                        | Трасса       | Механик                              | #   | Заявитель                  | Автомобиль         | Старт | Финиш | Время            | Круги | Дистанция   |
| ------------- | ------------------------------------------------------------ | ------------ | ------------------------------------ | --- | -------------------------- | ------------------ | ----- | ----- | ---------------- | ----- | ----------- |
| 1924          | 24 часа Спа (24 heures de Spa)                               | Спа          | Жак Ледур (Jacques Ledure)           | н/д | н/д                        | Bignan 3 l         | н/д   | н/ф   | н/д              |       |             |
| 1924          | Кубок Жоржа Булло (Coupe Georges Boillot)                    | Булонь       | -                                    | н/д | н/д                        | Bignan             | н/д   | н/ф   | н/д              |       |             |
| 1926          | Кубок Жоржа Булло (Coupe Georges Boillot)                    | Булонь       | -                                    | н/д | н/д                        | Ratier             | н/д   | н/ф   | н/д              |       |             |
| 1928          | 24 часа Ле-Ман (24 Heures du Mans)                           | Трасса Сарте | Рачевский (Rachevsky)                | н/д | н/д                        | Alfa Romeo 6C      | н/д   | н/с   | н/д              |       |             |
| 1928          | 24 часа Спа (24 heures de Spa)                               | Спа          | Аттилья Маринони (Attilio Marinoni)  | 24  | н/д                        | Alfa Romeo 6C 1500 | н/д   | 1     | 24:00:00,0       |       |             |
| 1928          | Кубок Жоржа Булло (Coupe Georges Boillot)                    | Булонь       | -                                    | н/д | н/д                        | Alfa Romeo 6C 1500 | н/д   | 1     | 3:59:08,4        | 12    | 449,007 км  |
| 1928          | Дорожная гонка (Circuit des Routes Pavées)                   | Лилль        | -                                    | н/д | н/д                        | Alfa Romeo 6C      | н/д   | 1     | 6:00:00,000      | н/д   | 578 км      |
| 30.06.1929    | Дважды двенадцать часов Бруклендс (Brooklands Double Twelve) | Бруклендс    | В. Е. Дункли (W. E. Dunkley)         | 54  | Ф. В. Стилс (F. W. Stiles) | Alfa Romeo 6C 1500 | н/д   | 4     | н/д              | н/д   | н/д         |
| 30.06.1929    | 6 часов Бруклендс (Brooklands Six hours)                     | Бруклендс    | Дадли Бенджафилд (Dudley Benjafield) | 22  | н/д                        | Alfa Romeo 6C 1750 | н/д   | 4     | н/д              | н/д   | 707,291 км  |
| 07.07.1929    | 24 часа Спа (24 heures de Spa)                               | Спа          | Джордж Эйстон                        | 16  | н/д                        | Alfa Romeo 6C 1500 | н/д   | 2     | н/д              | н/д   | 2441,200 км |
| 17.08.1929    | Турист Трофи (Tourist Trophy)                                | Белфаст      | -                                    | 32  | н/д                        | Alfa Romeo 6C      | н/д   | 1/1   | 3:41:30/ 3:40:54 | н/д   | н/д         |
| 1929          | Гран-при Ирландии (Irish Grand Prix)                         | Феникс-парк  | -                                    | 30  | Ф. В. Стилс (F. W. Stiles) | Alfa Romeo 6C      | н/д   | 9     | 5:51:45          | 28    | 615,72      |
| 10.05.1930    | Дважды двенадцать часов Бруклендс (Brooklands Double Twelve) | Бруклендс    | В. Е. Дункли (W. E. Dunkley)         | 54  | Ф. В. Стилс (F. W. Stiles) | Alfa Romeo 6C 1500 | н/д   | 4     | н/д              | н/д   | н/д         |
| 06.07.1930    | 24 часа Спа (24 heures de Spa)                               | Спа          | Франко Кортезе (Franco Cortese)      | 27  | н/д                        | Alfa Romeo 6C 1750 | н/д   | 2     | н/д              | н/д   | 2624,640 км |
| 18-19.07.1930 | Гран-при Ирландии (Irish Grand Prix)                         | Феникс-парк  | -                                    | н/д | н/д                        | Alfa Romeo 6C      | н/д   | 6/10  | н/д              | н/д   | н/д         |
| 14.06.1931    | 24 часа Ле-Мана (24 Heures du Mans)                          | Сарте        | Анри Стоффель (Henri Stoffel)        | 1   | н/д                        | Mercedes-Benz SSK  | н/д   | 2     | н/д              |       | 3017,654    |
| 05.07.1931    | 24 часа Спа (24 heures de Spa)                               | Спа          | Анри Стоффель (Henri Stoffel)        | н/д | н/д                        | Mercedes-Benz SSK  | н/д   | н/ф   | н/д              | н/д   | н/д         |

- победа в Bol d’Or 1924 года;

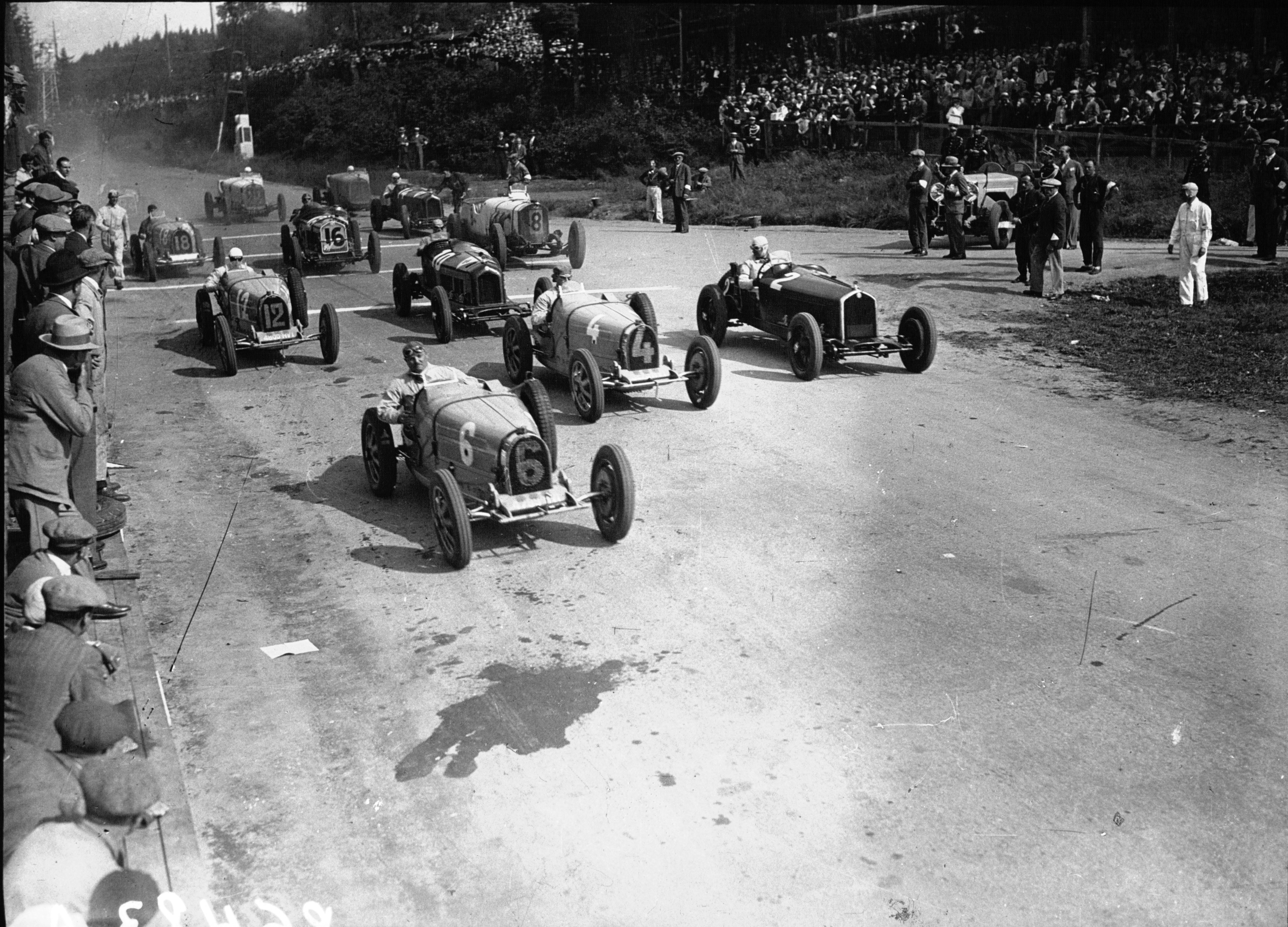
Старт Гран-при Бельгии 1931 года, Борис Ивановский стартует под № 8 на Mercedes-Benz SSK

- победа в Гран-при Пикардии в 1925 году;
- победа в 24 часов Спа в 1928 году;
- победа Гран-при Ирландии 1929 года;
- второе место в 24 часах Спа в 1929 и 1930 гг.;
- второе место в 24 часах Ле-Мана в 1931 году.

## Результаты выступлений вчемпионате Европы по автогонкам
| Год  | Команда | Автомобиль        | 1     | 2        | 3     | Место | Очки |
| ---- | ------- | ----------------- | ----- | -------- | ----- | ----- | ---- |
| 1931 | Частник | Mercedes-Benz SSK | ITA 5 | FRA сход | BEL 5 | 7     | 15   |

## Участие в Гран-при
| Год  | Гран-при                                                   | Трасса         | Пилот                          | #   | Команда | Автомобиль            | Старт | Финиш | Время                  |
| ---- | ---------------------------------------------------------- | -------------- | ------------------------------ | --- | ------- | --------------------- | ----- | ----- | ---------------------- |
| 1929 | Гран-при Ирландии Irish Grand Prix                         | Дублин         | Борис Ивановский               | н/д | —       | Alfa Romeo 6C 1500 SS | н/д   | 1     | н/д                    |
| 1931 | Гран-при Италии Gran Premio d’Italia                       | Монца          | Борис Ивановский Анри Стоффель | 22  | —       | Mercedes-Benz SSKL    | 4     | 5     | 134 круга (+ 21 круг)  |
| 1931 | Гран-при Франции Grand Prix de l’Automobile Club de France | Монлери        | Борис Ивановский Анри Стоффель | 22  | —       | Mercedes-Benz SSK     | н/д   | Сход  | 11 кругов              |
| 1931 | Гран-при Бельгии Grand Prix de Belgique                    | Спа-Франкоршам | Анри Стоффель Борис Ивановский | 8   | —       | Mercedes-Benz SSK     | 6     | 5     | 81 кругов (+ 7 кругов) |